# Ling Mengchu

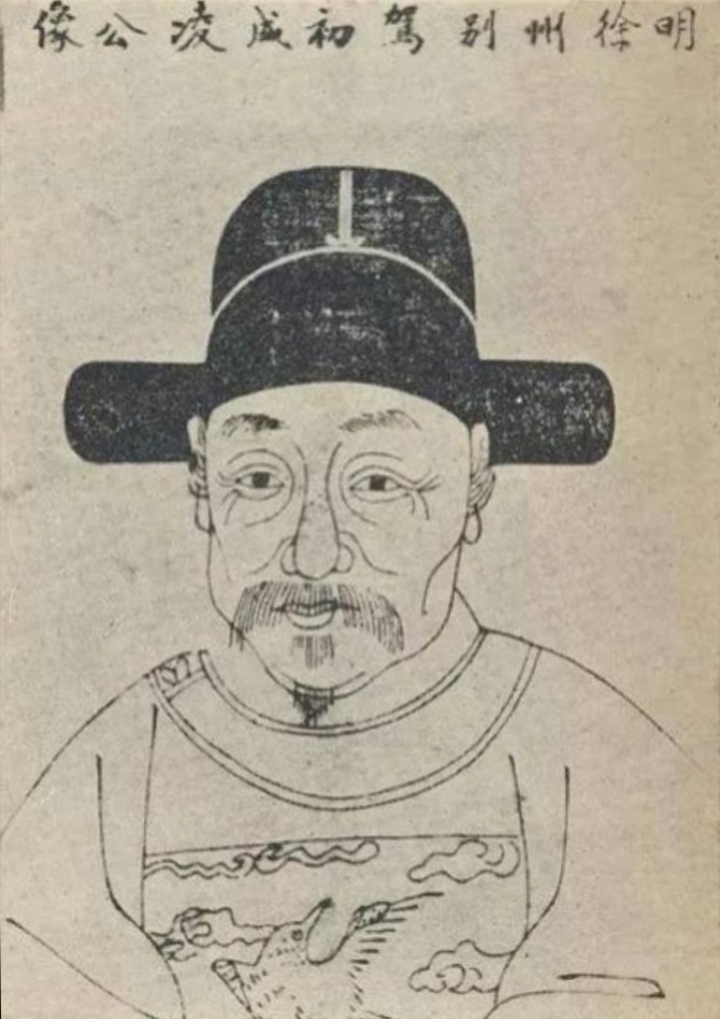
Ling Mengchu

Ling Mengchu (chinesisch 凌濛初, Pinyin Líng Méngchū; * 1580; † 1644) war ein chinesischer Dichter der Ming-Dynastie, der vor allem für seine Novellen bekannt wurde.

## Leben
Líng wurde 1580, nach anderen Quellen 1584 als Sohn eines Verlegers in Wuxing (Provinz Zhejiang) geboren. Nach zahlreichen Anläufen bestand er 1631 mit knapper Not das Staatsexamen und erhielt eine Anstellung als stellvertretender Kreisvorsteher des damals noch sehr kleinen Shanghai, wo er u. a. mit der Bekämpfung japanischer Seeräuber betraut war. Später wurde er Verwaltungsrat der Präfektur Huzhou und befasste sich mit der Flussregulierung am Huang He. Bei einem Angriff von Rebellen auf die Präfektur fand Ling 1644 den Tod.

## Werk
Sein Hauptwerk ist die 78 Erzählungen umfassende Sammlung Pai'an Jingqi (Auf den Tisch schlagen vor Staunen über das Ungewöhnliche) von 1628/1632. Ähnlich wie der Sanyan-Zyklus von Feng Menglong sind auch Lings Novellen vorwiegend erotischen Inhalts, neigen sogar zu einer eher noch drastischeren Darstellung von Unzucht und Verworfenheit. Ganz im Einklang mit der konfuzianischen Moral ereilt die Täter aber am Ende regelmäßig harte Strafe.